# Гайдаєнко Ірина Василівна
Гайда́єнко Іри́на Васи́лівна (нар. 24 квітня 1966 року, Херсон) — педагог, кандидат філологічних наук (2002), доцент, завідувач кафедри мовознавства Херсонського державного університету, співавторка підручників з української мови.

## Біографічні дані
Народилася 24 квітня 1966 року в Херсоні.
З 1997 року працює на кафедрі мовознавства ХДУ.
У 2002 році захистила дисертацію з теми: «Назви на позначення смаку: етимологія, семантика, функціонування». З того ж року — на посаді завідувача кафедри українського мовознавства. Викладає дисципліни: «Стилістика української мови», «Загальне мовознавство», «Текстознавство», «Лінгвістичний аналіз тексту», «Когнітологія та концептологія в лінгвістиці».

## Наукова робота
Наукові дослідження вченої пов'язані з проблемами лінгвостилістики, когнітивної семантики, лінгводидактики та лінгвістики тексту. Авторка становить понад 75 праць, співавторка підручників та посібників з української мови, методичних рекомендацій, наукових статей. Керує магістерськими, дипломними та курсовими роботами студентів з проблем лінгвістики тексту, когнітивної семантики та стилістики. 

### Підручники
- Українська мова: Підручник для учнів старших класів середніх навчальних закладів нефілологічного профілю та абітурієнтів. — К.: Ленвіт, 2003;

- Практикуму з методики навчання української мови. — К.: Ленвіт, 2003, 2011;
- Методика навчання української мови в середніх освітніх закладах: Підручник для студентів філологічних факультетів університетів. — К.: Ленвіт, 2005, 2010;
- Рідна мова: підручник для 5, 6, 7, 8, 9  класу — К.: Освіта, 2006, 2007, 2008, 2009, 2010, 2011.[2]